# لیم گوه تونگ
لیم گوه تونگ (به انگلیسی: Lim Goh Tong) (زاده ۲۸ فوریه ۱۹۱۸ – درگذشته ۲۳ اکتبر ۲۰۰۷) کارآفرین و مدیر ارشد اجرایی مالزیایی چینی‌تبار بود، که در سال ۱۹۶۵ شرکت جنتینگ را تأسیس نمود. وی در هنگام درگذشتش در سال ۲۰۰۷ ثروتمندترین فرد مالزی بشمار می‌آمد.